# Lista das maiores varejistas do Brasil em 2011
Esta é uma lista das maiores empresas do segmento varejo no Brasil, segundo o seu faturamento, com base no ranking do  Instituto Brasileiro de Executivos de Varejo (Ibevar) divulgado no ano de 2012, com base no ano de 2011. No total, estas empresas faturaram 260,353 bilhões de reais em 2011.
| Posição | Nome da empresa                                         | Segmento principal                  | Faturamento              | País de origem        |
| ------- | ------------------------------------------------------- | ----------------------------------- | ------------------------ | --------------------- |
| 1       | Grupo Pão de Açúcar (controlado por Groupe Casino - FR) | Supermercadista                     | 46,594 bilhões de reais  | Brasil França         |
| 2       | Grupo Carrefour Brasil (controlado por Carrefour - FR)  | Supermercadista                     | 28,832 bilhões de reais  | França                |
| 3       | Walmart Brasil (controlado por Walmart - USA)           | Supermercadista                     | 23,468 bilhões de reais  | Estados Unidos        |
| 4       | Lojas Americanas                                        | Loja de departamento                | 10,202 bilhões de reais  | Brasil                |
| 5       | Máquina de Vendas                                       | Móveis e eletros                    | 7,2 bilhões de reais     | Brasil                |
| 6       | GBarbosa (controlado por Cencosud - Chile)              | Supermercadista                     | 6,236 bilhões de reais   | Brasil Chile          |
| 7       | Makro                                                   | Supermercadista                     | 5,651 bilhões de reais   | Países Baixos         |
| 8       | O Boticário                                             | Cosméticos e perfumaria             | 5,5 bilhões de reais     | Brasil                |
| 9       | Magazine Luiza                                          | Loja de departamento                | 5,277 bilhões de reais   | Brasil                |
| 10      | RaiaDrogasil                                            | Farmácias                           | 4,672 bilhões de reais   | Brasil                |
| 11      | Drogaria São Paulo                                      | Farmácias                           | 4,452 bilhões de reais   | Brasil                |
| 12      | C&A                                                     | Loja de departamento                | 3,847 bilhões de reais   | Países Baixos         |
| 13      | Pernambucanas                                           | Loja de departamento                | 3,174 bilhões de reais   | Brasil                |
| 14      | McDonald's                                              | Alimentação                         | 3,111 bilhões de reais   | Estados Unidos        |
| 15      | Zaffari                                                 | Supermercadista                     | 2,990 bilhões de reais   | Brasil                |
| 16      | Lojas Renner                                            | Loja de departamento                | 2,896 bilhões de reais   | Brasil                |
| 17      | Pague Menos                                             | Farmácias                           | 2,783 bilhões de reais   | Brasil                |
| 18      | Brazil Pharma                                           | Farmácias                           | 2,558 bilhões de reais   | Brasil                |
| 19      | Lojas Marisa                                            | Vestuário                           | 2,450 bilhões de reais   | Brasil                |
| 20      | Lojas Riachuelo                                         | Vestuário                           | 2,444 bilhões de reais   | Brasil                |
| 21      | Super Muffato                                           | Supermercadista                     | 2,308 bilhões de reais   | Brasil                |
| 22      | Fast Shop                                               | Eletros                             | 2,301 bilhões de reais   | Brasil                |
| 23      | Grupo Mateus                                            | Supermercadista                     | 2,200 bilhões de reais   | Brasil                |
| 24      | Supermercados Condor                                    | Supermercadista                     | 2,136 bilhões de reais   | Brasil                |
| 25      | A. Angeloni & Companhia Ltda.                           | Supermercadista                     | 2,023 bilhões de reais   | Brasil                |
| 26      | Lojas Cem                                               | Móveis e eletros                    | 2,018 bilhões de reais   | Brasil                |
| 27      | DMA Distribuidora S.A.                                  | Supermercadista                     | 2,009 bilhões de reais   | Brasil                |
| 28      | Grupo ADEO/Leroy Merlin                                 | Material de construção              | 1,972 bilhão de reais    | França                |
| 29      | Supermercados BH                                        | Supermercadista                     | 1,904 bilhão de reais    | Brasil                |
| 30      | Hermès                                                  | Cosméticos e perfumaria             | 1,804 bilhão de reais    | França                |
| 31      | Grupo Dpaschoal                                         | Pneus, peças e serviços automotivos | 1,752 bilhão de reais    | Brasil                |
| 32      | SDB - Comper (controlado por Grupo Pereira)             | Supermercadista                     | 1,736 bilhão de reais    | Brasil                |
| 33      | Móveis Gazin                                            | Móveis e eletros                    | 1,730 bilhão de reais    | Brasil                |
| 34      | Sonda Supermercados                                     | Supermercadista                     | 1,709 bilhão de reais    | Brasil                |
| 35      | COOP - Cooperativa de Consumo                           | Supermercadista                     | 1,661 bilhão de reais    | Brasil                |
| 36      | Telhanorte                                              | Material de construção              | 1,660 bilhão de reais    | Brasil                |
| 37      | Lojas Centauro (Grupo SBF)                              | Artigos esportivos                  | 1,600 bilhão de reais    | Brasil                |
| 38      | Lojas Y. Yamada                                         | Supermercadista                     | 1,581 bilhão de reais    | Brasil                |
| 39      | C&C - Casa & Construção                                 | Material de construção              | 1,543 bilhão de reais    | Brasil                |
| 40      | Grupo Herval                                            | Móveis e colchões                   | 1,500 bilhão de reais    | Brasil                |
| 41      | Havan                                                   | Loja de departamento                | 1,500 bilhão de reais    | Brasil                |
| 42      | Livraria Saraiva                                        | Livraria                            | 1,481 bilhão de reais    | Brasil                |
| 43      | Panvel Farmácias                                        | Farmácias                           | 1,469 bilhão de reais    | Brasil                |
| 44      | Construtora Tenda                                       | Construtora                         | 1,430 bilhão de reais    | Brasil                |
| 45      | Grupo Líder                                             | Supermercadista                     | 1,401 bilhão de reais    | Brasil                |
| 46      | Companhia Hering                                        | Vestuário                           | 1,388 bilhão de reais    | Brasil                |
| 47      | Lojas Colombo                                           | Móveis e eletros                    | 1,324 bilhão de reais    | Brasil                |
| 48      | Cacau Show                                              | Alimentação                         | 1,200 bilhão de reais    | Brasil                |
| 49      | Savegnago                                               | Supermercadista                     | 1,140 bilhão de reais    | Brasil                |
| 50      | Grupo Carvalho                                          | Supermercadista                     | 1,130 bilhão de reais    | Brasil                |
| 51      | Kalunga                                                 | Papelaria e informática             | 1,100 bilhão de reais    | Brasil                |
| 52      | Ri Happy/PBKids                                         | Brinquedos                          | 1,090 bilhão de reais    | Brasil Estados Unidos |
| 53      | Atacado Roldão                                          | Supermercadista                     | 1,074 bilhão de reais    | Brasil                |
| 54      | Casa & Video                                            | Loja de departamento                | 1,064 bilhão de reais    | Brasil                |
| 55      | Supermercados Zona Sul                                  | Supermercadista                     | 1,038 bilhão de reais    | Brasil Itália         |
| 56      | Multi Formato Distribuidora S.A.                        |                                     | 1,027 bilhão de reais    | Brasil                |
| 57      | Polishop                                                | Eletros                             | 1,000 bilhão de reais    | Brasil                |
| 58      | Cassol                                                  |                                     | 1,000 bilhão de reais    | Brasil                |
| 59      | Leader                                                  | Loja de departamento                | 957,620 milhões de reais | Brasil                |
| 60      | Drogaria Araujo                                         | Farmácias                           | 918,700 milhões de reais | Brasil                |
| 61      | Supermercados Giassi                                    | Supermercadista                     | 890,606 milhões de reais | Brasil                |
| 62      | AM PM Mini Market                                       |                                     | 867,000 milhões de reais | Brasil                |
| 63      | Comércio Zaragoza Exp. Imp. Ltda.                       |                                     | 862,000 milhões de reais | Brasil Espanha        |
| 64      | Fujioka                                                 | Fotografia e ótica                  | 859,900 milhões de reais | Brasil                |
| 65      | Companhia Sulamericana de Distribuição                  | Supermercadista                     | 858,866 milhões de reais | Brasil                |
| 66      | Grupo Vivara / Etna                                     | Móveis e decoração                  | 852,101 milhões de reais | Brasil                |
| 67      | Supermercado Bahamas Ltda.                              | Supermercadista                     | 850,832 milhões de reais | Brasil                |
| 68      | Dicico                                                  | Material de construção              | 840,000 milhões de reais | Brasil                |
| 69      | Bob's                                                   | Alimentação                         | 829,000 milhões de reais | Brasil                |
| 70      | Lojas Quero-Quero                                       |                                     | 800,000 milhões de reais | Brasil                |
| 71      | EletroZema                                              |                                     | 780,000 milhões de reais | Brasil                |
| 72      | Tok&Stok                                                | Móveis e eletros                    | 750,000 milhões de reais | Brasil                |
| 73      | Armazém Paraíba                                         | Loja de departamento                | 704,100 milhões de reais | Brasil                |
| 74      | Restoque (Le Lis Blanc)                                 | Vestuário                           | 703,300 milhões de reais | Brasil                |
| 75      | FG - Ferramentas Gerais                                 |                                     | 690,000 milhões de reais | Brasil                |
| 76      | Unidasul Distribuidora Alimentícia S.A.                 |                                     | 639,849 milhões de reais | Brasil                |
| 77      | Arezzo&CO                                               | Calçados                            | 639,800 milhões de reais | Brasil                |
| 78      | Supermercados Irmãos Lopes Ltda.                        | Supermercadista                     | 618,031 milhões de reais | Brasil                |
| 79      | Giraffas                                                | Alimentação                         | 605,000 milhões de reais | Brasil                |
| 80      | Empresa Baiana de Alimentos / Cesta do Povo             | Supermercadista                     | 603,033 milhões de reais | Brasil                |
| 81      | Supermercados Nordestão                                 | Supermercadista                     | 600,466 milhões de reais | Brasil                |
| 82      | BR Mania                                                |                                     | 573,000 milhões de reais | Brasil                |
| 83      | D'Avó Supermercados Ltda.                               | Supermercadista                     | 572,767 milhões de reais | Brasil                |
| 84      | Drogaria Catarinense                                    | Farmácias                           | 557,000 milhões de reais | Brasil                |
| 85      | RealMar Distribuidora                                   |                                     | 552,955 milhões de reais | Brasil                |
| 86      | BR Home Centers                                         |                                     | 540,000 milhões de reais | Brasil                |
| 87      | Supermercados Intercontinental                          | Supermercadista                     | 502,015 milhões de reais | Brasil                |
| 88      | Supermercados ABC                                       | Supermercadista                     | 501,000 milhões de reais | Brasil                |
| 89      | Hortigil Hortifruti S.A.                                |                                     | 500,600 milhões de reais | Brasil                |
| 90      | Jad Zogheib (Supermercados Confiança)                   | Supermercadista                     | 496,816 milhões de reais | Brasil                |
| 91      | Grupo CRM                                               |                                     | 495,000 milhões de reais | Brasil                |
| 92      | Grupo Formosa                                           |                                     | 486,937 milhões de reais | Brasil                |
| 93      | Atakarejo                                               | Supermercadista                     | 478,919 milhões de reais | Brasil                |
| 94      | Covabra Supermercados Ltda.                             | Supermercadista                     | 476,000 milhões de reais | Brasil                |
| 95      | Lojas Koerich                                           |                                     | 441,600 milhões de reais | Brasil                |
| 96      | Supermercados Casagrande Ltda.                          | Supermercadista                     | 437,093 milhões de reais | Brasil                |
| 97      | Modelo                                                  | Supermercadista                     | 436,217 milhões de reais | Brasil                |
| 98      | Nazaré Comercial de Alimens. e Mag. Ltda.               |                                     | 419,461 milhões de reais | Brasil                |
| 99      | Super Maia Supermercados Ltda.                          | Supermercadista                     | 417,905 milhões de reais | Brasil                |
| 100     | Leo Madeiras Máquinas & Ferragens Ltda.                 |                                     | 395,600 milhões de reais | Brasil                |